# Bernard Ato IV Trencavel
Bernard Ato IV Trencavel (overleden: 1129) was Burggraaf van Nîmes vanaf 1074 tot aan zijn dood. Hij was een zoon van Raymond Bernard Trencavel en Ermengarde van Carcassonne. Na 1101 werd hij ook Burggraaf van Carcassonne, Béziers en Agde, de erfenis van zijn moeder. Echter was het gebied verkocht aan het Graafschap Barcelona en namen het gebied ook in. In 1125 wist hij Carcassonne terug te veroveren, maar hij moest voortaan wel leenhulde brengen aan de graven van Barcelona.
Bernard Ato trouwde met Cecilia van Provence een dochter van Bertrand I van Provence, zij kregen samen zeven kinderen waaronder:
- Bernard Ato V
- Roger I
- Raymond I
- Ermengarde, trouwde met Gausfred III van Rousillon